# برايان د. ريبلي
برايان د. ريبلي (بالإنجليزية: Brian D. Ripley)‏ هو أستاذ جامعي بريطاني، ولد في 29 أبريل 1952.